# Distretto di Satsuma
Il distretto di Satsuma (薩摩郡, Satsuma-gun?) è uno dei distretti della prefettura di Kagoshima, in Giappone.
Attualmente fa parte del distretto solo il comune di Satsuma.
| Controllo di autorità | VIAF (EN) 125470912 · LCCN (EN) n78062978 · J9U (EN, HE) 987007547828905171 · NDL (EN, JA) 00635178 |